# Swiss Open Gstaad 2023
Lo Swiss Open di Gstaad 2023 è stato un torneo di tennis professionistico giocato su campi in terra rossa all'aperto. È stata la 108ª edizione del torneo, facente parte della categoria ATP Tour 250 dell'ATP Tour 2023. Il torneo si è svolto presso la Roy Emerson Arena di Gstaad, in Svizzera, dal 17 al 23 luglio 2023.

## Partecipanti

### Teste di serie
| Nazionalità | Giocatore               | Ranking* | Testa di serie |
| ----------- | ----------------------- | -------- | -------------- |
| Spagna      | Roberto Bautista Agut   | 23       | 1              |
| Serbia      | Miomir Kecmanović       | 41       | 2              |
| Italia      | Lorenzo Sonego          | 42       | 3              |
| Germania    | Yannick Hanfmann        | 45       | 4              |
| Cina        | Zhang Zhizhen           | 52       | 5              |
| Spagna      | Roberto Carballés Baena | 57       | 6              |
| Svezia      | Mikael Ymer             | 59       | 7              |
| Serbia      | Laslo Đere              | 60       | 8              |

* Ranking al 3 luglio 2023.

### Altri partecipanti
I seguenti giocatori hanno ricevuto una wildcard per il tabellone principale:
- Fabio Fognini
- Alexander Ritschard
- Dominic Stricker

I seguenti giocatori sono entrati in tabellone passando dalle qualificazioni:

- Jurij Rodionov
- Facundo Bagnis
- Hamad Međedović
- Zizou Bergs

Il seguente giocatore è entrato in tabellone come lucky loser:
- Otto Virtanen

### Ritiri
Prima del torneo
- Félix Auger-Aliassime → sostituito da  Arthur Rinderknech
- Jiří Lehečka → sostituito da  Jaume Munar
- Denis Shapovalov → sostituito da  Stan Wawrinka
- Jan-Lennard Struff → sostituito da  Dominic Thiem
- Mikael Ymer → sostituito da  Otto Virtanen

## Partecipanti al doppio

### Teste di serie
| Nazione     | Giocatore         | Nazione     | Giocatore                | Ranking* | Testa di serie |
| ----------- | ----------------- | ----------- | ------------------------ | -------- | -------------- |
| Brasile     | Marcelo Demoliner | Paesi Bassi | Matwé Middelkoop         | 81       | 1              |
| Francia     | Sadio Doumbia     | Francia     | Fabien Reboul            | 91       | 2              |
| Paesi Bassi | Robin Haase       | Austria     | Philipp Oswald           | 99       | 3              |
| Monaco      | Romain Arneodo    | Austria     | Tristan-Samuel Weissborn | 105      | 4              |

* Ranking al 3 luglio 2023.

### Altri partecipanti
Le seguenti coppie di giocatori hanno ricevuto una wildcard per il tabellone principale:
- Mika Brunold /  Kilian Feldbausch
- Dominic Stricker /  Stan Wawrinka

La seguente coppia di giocatori è entrata in tabellone come alternate:
- Zizou Bergs /  Jurij Rodionov

### Ritiri
Prima del torneo
- Sriram Balaji /  Jeevan Nedunchezhiyan → sostituiti da  Sriram Balaji /  Zhang Zhizhen
- Petros Tsitsipas /  Sem Verbeek → sostituiti da  Arthur Rinderknech /  Sem Verbeek
- Jamie Murray /  Michael Venus → sostituiti da  Boris Arias /  Federico Zeballos
- Roberto Carballés Baena /  Luis David Martínez → sostituiti da  Zizou Bergs /  Jurij Rodionov

## Punti
| Evento    | V   | F   | SF | QF | 2T | 1T   | Q    | Q2   | Q1   |
| Singolare | 250 | 150 | 90 | 45 | 20 | 0    | 12   | 6    | 0    |
| Doppio    | 250 | 150 | 90 | 45 | 0  | N.D. | N.D. | N.D. | N.D. |

## Montepremi
| Evento    | V       | F       | SF      | QF      | 2T     | 1T     | Q2     | Q1     |
| Singolare | €85,605 | €49,940 | €29,355 | €17,010 | €9,880 | €6,035 | €3,020 | €1,645 |
| Doppio*   | €29,740 | €15,910 | €9,330  | €5,220  | €3,070 | N.D.   | N.D.   | N.D.   |

* per team

## Campioni

### Singolare
Pedro Cachín ha sconfitto in finale  Albert Ramos Viñolas con il punteggio di 3–6, 6–0, 7–5.
• È il primo titolo in carriera per Cachín.

### Doppio
Dominic Stricker /  Stan Wawrinka hanno sconfitto in finale  Marcelo Demoliner /  Matwé Middelkoop con il punteggio di 7–6(8), 6–2.